# Maricourt
Maricourt település Franciaországban, Somme megyében. Lakosainak száma 179 fő (2022. január 1.). Maricourt Montauban-de-Picardie, Curlu, Éclusier-Vaux, Hardecourt-aux-Bois, Suzanne és Carnoy-Mametz községekkel határos.

## Népesség
A település népességének változása:
| Lakosok száma | 172  | 180  | 179  | 178  | 179  | 180  | 178  | 179  | 179  |
|               | 2013 | 2015 | 2016 | 2017 | 2018 | 2019 | 2020 | 2021 | 2022 |